# Trémolo (effet audio)
Ne doit pas être confondu avec Vibrato.
Le trémolo ou tremolo est un effet audio de variation cyclique du volume. Inventé dans les années 1940, il est produit de manière électronique, par des pédales d'effets ou intégré dans des amplificateurs. On l'utilise ainsi sur des guitares électriques, des orgues Hammond ou des synthétiseurs. Il est souvent confondu avec le vibrato, qui est une variation de la hauteur d'une note. Son nom provient du tremolo, un effet de jeu reposant sur la répétition rapide de plusieurs notes pour créer un tremblement.

## Histoire

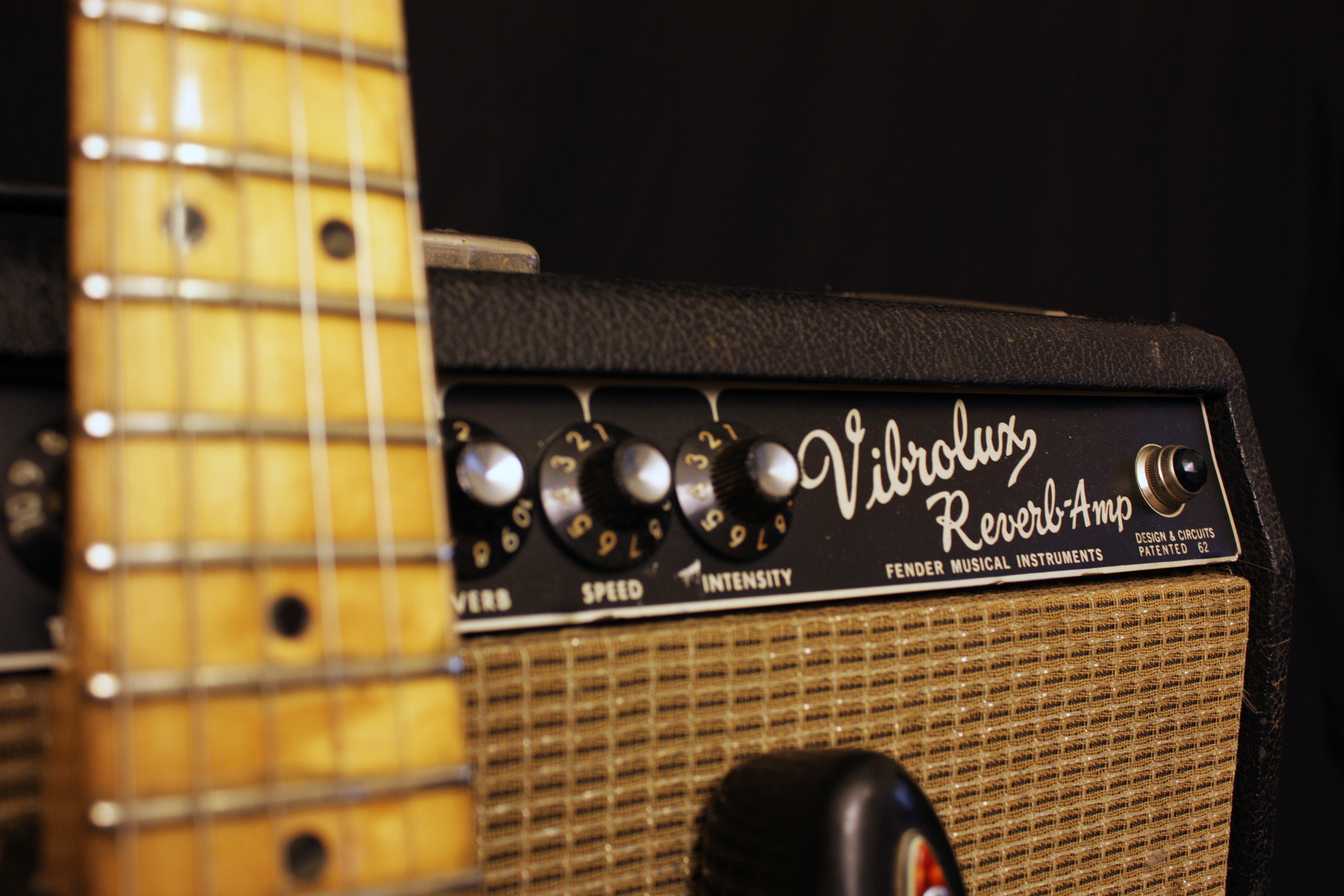
Réglages de vitesse (speed) et d'intensité (intensity) du trémolo (appelé vibrato par Fender) sur un ampli Fender Vibrolux.

Le premier trémolo électromécanique est inventé par l'entreprise DeArmond en 1941. Il fonctionne avec un moteur qui secoue un cylindre rempli avec un liquide électrolytique. Dans ce cylindre, un électrode laisse passer le courant électrique lorsqu'il est touché par le liquide. Un potentiomètre permet de régler la vitesse d'agitation du liquide, et donc la vitesse de l'effet trémolo. Ces effets sont d'abord destinés à être utilisés avec des pianos électriques, puis avec des guitares électriques.
Dans les années 1950, plusieurs fabricants d'amplificateurs pour guitare électrique incluent des trémolos dans leurs amplis : c'est le cas en particulier de Fender, avec le Tremolux (1955) et le Vibrolux (1956), ou de Gibson avec son Falcon. Néanmoins, Fender inverse les appellations et choisit de nommer cet effet « vibrato », tandis que les systèmes de vibrato sur les guitares électriques (notamment la Stratocaster) sont désignées par « tremolo ».

## Fonctionnement

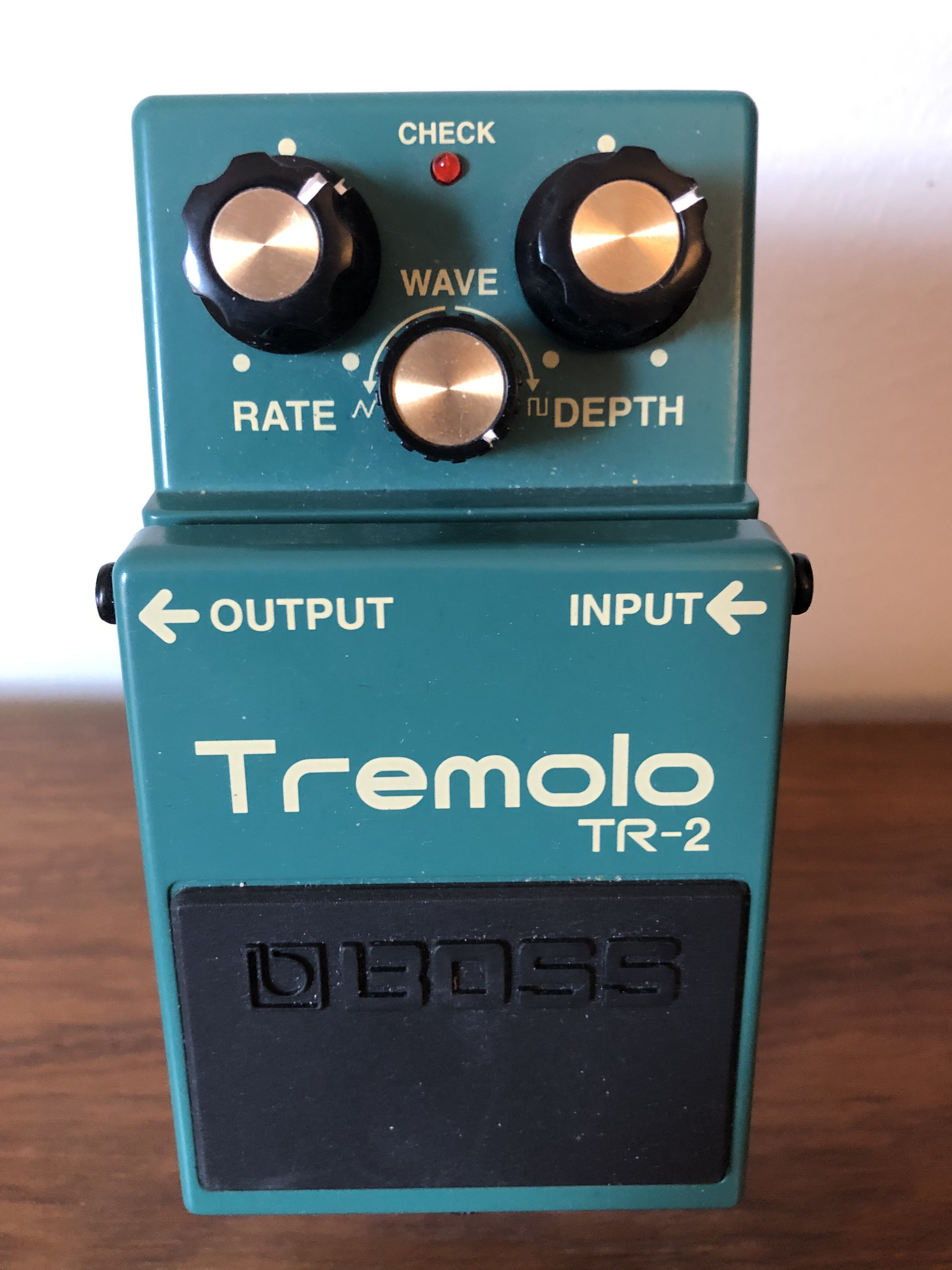
Pédale de tremolo Boss TR-2. Rate contrôle la vitesse, Depth la profondeur et Wave contrôle la forme d'onde, de triangulaire (gauche) à carrée (droite).

Un tremolo électronique comprend en général deux réglages. L'intensité de la modulation (intensity en anglais), aussi appelée profondeur (depth), contrôle jusqu'à quel niveau le volume diminue. L'autre paramètre réglable est la vitesse de la modulation (speed ou rate). Certaines pédales possèdent un switch dédié pour synchroniser la vitesse au tempo (tap tempo). Enfin, certaines pédales ou plugins de trémolo comportent également un réglage de la forme de l'onde : sinusoïdale, triangulaire, carrée ou en dents de scie.